# ポール・J・マコーリイ
ポール・J・マコーリイ（英: Paul J. McAuley、1955年4月23日 - ）はイギリスの小説家、SF作家、植物学者でもある。自らを科学ジャンキーと評している。セント・アンドルーズ大学で6年間植物学の教鞭を執った経験を生かし、バイオテクノロジー、歴史改変、宇宙旅行などをテーマとしたハードSFを書いている。

## 概要
遠未来スペースオペラ『4000億の星の群れ』でデビュー。その後続編の Eternal Light、惑星植民地での冒険を描いた Of the Fall などを書いた。Red Dust は中国人が植民地化した遠未来の火星を舞台にしており、最近のSFによくあるナノテクノロジー、バイオテクノロジー、人工知能、精神転送、バーチャルリアリティなどのアイデアが満載されている。《Confluence》三部作はさらなる遠未来を舞台とし（約1000万年後）、フランク・ティプラーのオメガ点を小道具として使っている。Pasquale's Angel はルネサンス期のイタリアを舞台とした歴史改変SFであり、ニッコロ・マキャヴェッリとレオナルド・ダ・ヴィンチが登場する。
近未来のバイオテクノロジーやナノテクノロジーを描いた小説も書いている。『フェアリイ・ランド』では、荒廃した近未来のヨーロッパで "dolls" と呼ばれる遺伝子工学で開発された奴隷が使われている様子を描いた。2001年以降、SF的テクノスリラーを書いている（The Secret of Life、Whole Wide World、White Devils）。

## 主な作品

### 長編
- 《4000億の星の群れ》シリーズ
  - 4000億の星の群れ (Four Hundred Billion Stars, 1988) - 1989年フィリップ・K・ディック賞受賞
  - Secret Harmonies (Of the Fall) (1989)
  - Eternal Light (1991)
- Red Dust (1993)
- Pasquale's Angel (1994) - 1996年サイドワイズ賞受賞
- フェアリイ・ランド (Fairyland, 1995) - 1996年アーサー・C・クラーク賞、1997年ジョン・W・キャンベル記念賞受賞
- 《The Confluence》三部作
  - Child of the River (1997)
  - Ancients of Days (1998)
  - Shrine of Stars (1999)
- The Secret of Life (2001)
- Whole Wide World (2002)
- White Devils (2004)
- Mind's Eye (2005)
- Players (2007)
- Cowboy Angels (2007)

### 短篇集
- The King of the Hill and Other Stories (1991)
- The Invisible Country (1996)
  - The Temptation of Dr. Stein (1996) - 1995年英国幻想文学大賞受賞
- Little Machines (2005)